# 윌밍턴의 롱맨
윌밍턴 의 롱맨(Long Man of Wilmington)은 영국의 이스트 서식스 (East Sussex)에 있는 윌밍턴 (Wilmington) 근처의 윈드오버 힐 (Windover Hill)의 가파른 경사면의 언덕에  그려진 인물상이다. 그것은 이스트본(Eastbourne)에서 북서쪽으로 6 마일 (9.7km), 윌밍턴(Wilmington)에서 남쪽으로 1 / 3 마일 (540m) 떨어져 있는 곳에 위치한다. 이전에는 종종 "윌밍턴의 거인(Wilmington Giant)"이라고 불렸으며, 또한 그 지역에서는 "그린맨(Green Man)"으로 불렸었다.
롱맨은 키가 235 피트 (72 미터)이며, 두 개의 "장대(stave)"를 가지고 있으며, 아래에서 보았을 때 비율적으로 보일 수 있도록 고안되어있다. 이전에 철기 시대 또는 신석기 시대에서 시작된 것으로 여겨지던차에 2003년 실시된 고고학 조사 결과에 따르면 초기 근대 16 세기 또는 17 세기 무렵에서 이 인물상이 제작되었을 수 있다고 고려된다. 멀리서 이 그림은  마치 분필로 새겨져진 것처럼 보여진다. 그러나 현재 복원된 이 인물상 그림은 백색 브리즈 블록(Breeze block)과  석회질 모르타르로 구성된다.
오래된 기록은 윌리엄 버렐 (William Burrell) 이 1766년 윈드오버(Windover 또는 Wind-door Hill) 근처의 윌밍턴 수도원(Wilmington Priory)를 방문했을 때 만들어진 그림이다. 버렐(Burrell)의 그림에는 현재보다 짧은 갈퀴와 낫을 지닌 그림으로 묘사됐다.
이 그림은 구글 맵이나 오픈스트리트맵을 통해서 웹브라우저 상에서도 확인 가능하다.
롱맨은 영국에서 현존하는 두 거대 인물상의 주요 인물 중 하나이다. 다른 하나는 도체스터 (Dorchester ) 북쪽의 "케른 아바스의 거인(Cerne Abbas Giant)"이다. 둘 다 고대 기념물로 간주한다.

## 같이 보기
- 케른 아바스의 거인